# Nyiva Mwendwa
Winfred Nyiva Mwendwa là một chính trị gia người Kenya. Bà là người phụ nữ Kenya đầu tiên làm bộ trưởng nội các.
Bà được giáo dục tại trường trung học Alliance Girls. Bà đã được bầu cho chức vụ Nghị sĩ Kitui West MP ba lần, vào năm 1974 và 1992 đại diện cho KANU và năm 2002 đại diện cho NARC. Trong cuộc bầu cử năm 2007, bà đã tranh giành chiếc ghế trên vé ODM-Kenya, nhưng thua Charles Mutisya Nyamai. bà được bầu làm đại diện phụ nữ đầu tiên của Quận Kitui trong cuộc bầu cử địa phương Kitui 2013 trên vé Wiper Movement Movement-Kenya (WDM-K). Năm 2016, bà tuyên bố ý định rút lui khỏi chính trị hoạt động 40 năm kể từ khi ra mắt.
Mwendwa được bổ nhiệm làm Bộ trưởng Bộ Văn hóa và Dịch vụ Xã hội vào ngày 9 tháng 5 năm 1995, trở thành nữ bộ trưởng đầu tiên ở Kenya.
Bà đã gây ra một sự thất vọng quốc gia vào năm 1995 khi đi đến hội nghị của phụ nữ ở Bắc Kinh vào năm 1995 và lấy một thợ làm tóc như một phần của phái đoàn của bà ấy. Bản thân Mwendwa đã bảo vệ quyết định bằng cách tuyên bố rằng là một trưởng đoàn, bà phải chăm sóc vẻ ngoài của mình.
Chồng bà Kitili Maluki Mwendwa là chánh án và chính trị gia Kenya. Kitili Mwendwa đã chết trong một vụ tai nạn giao thông năm 1985. Lúc đó ông đang ở Kitui West MP, ghế của ông đã được đưa ra trong cuộc bầu cử phụ sau đó bởi anh trai Kyale Mwendwa. Người anh trai khác của ông, Eliud Ngala Mwendwa cũng là một cựu bộ trưởng Kenya.
Bà sống ở làng Matinyani ở quận Kitui. Nyiva Mwendwa có hai con, Kavinya và Maluki.